# Black Panther: Chiến binh Báo Đen
Black Panther: Chiến binh Báo Đen (tựa gốc tiếng Anh: Black Panther) là một phim của điện ảnh Hoa Kỳ dựa trên nhân vật siêu anh hùng cùng tên của hãng Marvel Comics, sản xuất bởi Marvel Studios và phân phối bởi Walt Disney Studios Motion Pictures. Đây là bộ phim thứ 18 trong Vũ trụ Điện ảnh Marvel (MCU), đồng thời đánh dấu bộ phim siêu anh hùng da màu đầu tiên.
Bộ phim được đạo diễn bởi Ryan Coogler, với kịch bản của Joe Robert Cole, có sự tham gia của dàn diễn viên bao gồm: Chadwick Boseman, Michael B. Jordan, Lupita Nyong'o, Danai Gurira, Martin Freeman, Daniel Kaluuya, Letitia Wright, Winston Duke, Angela Bassett, Forest Whitaker và Andy Serkis. Trong phim, T'Challa trở về quê nhà thừa kế ngai vàng Wakanda, nhưng phát hiện quyền lực của mình bị thách thức bởi một kẻ thù lâu năm trong một cuộc xung đột có quy mô toàn cầu.
Black Panther: Chiến binh Báo Đen ra mắt tại Los Angeles vào ngày 29 tháng 1 năm 2018 và được lên lịch ra rạp tại Hoa Kỳ vào ngày 16 tháng 2 năm 2018 dưới định dạng IMAX và 3D. Phim cũng phá kỷ lục để trở thành phim siêu anh hùng có lượng đặt vé sớm cao nhất mọi thời đại theo trang web Fandango. Phim khởi chiếu tại Việt Nam ngày 23 tháng 2 năm 2018. Phim nhận được rất nhiều đánh giá phê bình rất tích cực, với lời khen dành cho đạo diễn, thiết kế phục trang, các pha hành động và diễn xuất của dàn diễn viên; một số nhà phê bình còn coi đây là một trong những phim hay nhất của MCU và ghi nhận ảnh hưởng văn hóa của phim. Đặc biệt, phim này đạt 7 đề cử Giải Oscar năm 2019 và nhận 3 giải trong số đó, một điều chưa từng thấy đối với những phim siêu anh hùng được chuyển thể từ truyện tranh.

## Nội dung
Từ nhiều thế kỉ trước, đã xảy ra cuộc chiến tranh năm tộc người châu Phi gần thiên thạch có chứa Vibranium. Đã có một chiến binh nuốt phải Tâm Hình Thảo bị ảnh hưởng bởi kim loại trên và nhận được sức mạnh siêu nhiên, trở thành Chiến binh Báo Đen đầu tiên và trở thành vua. Ông đã thống nhất các bộ tộc trừ tộc Jabari, tạo nên quốc gia mang tên Wakanda. Người Wakanda dùng Vibranium đã phát triển công nghệ, đồng thời tự cô lập mình với thế giới như một "Thế giới thứ ba".
Trong khi làm việc tại Oakland, California vào cuối thế kỉ XX, hoàng tử N'Jobu nhận ra chính sách tự cô lập khỏi thế giới chỉ mang đến tác động tiêu cực cho Wakanda và quyết định dùng vũ khí Vibranium để giúp đỡ những người châu Phi khác đang bị áp bức. N'Jobu bắt tay với một tay buôn bán chợ đen là Ulysses Klaue để xâm nhập vào Wakanda và lấy đi một lượng lớn Vibranium.
Năm 1992, khi biết được việc làm của em trai mình, nhà vua T'Chaka đã tìm đến N'Jobu. Trước sự đe dọa sẽ giết Zuri, người bạn trung thành của mình, T'Chaka đã miễn cưỡng giết N'Jobu, đồng thời bỏ rơi Erik, con trai của N'Jobu nhằm che đậy người dân Wakanda khỏi sự thật.
Sau sự kiện trong Captain America: Nội chiến siêu anh hùng, T'Chaka chết dưới tay của Helmut Zemo, người con là T'Challa đã trở về Wakanda để tiếp tục điều hành đất nước. Sau khi làm việc với Okoye, thủ lĩnh của Đội quân Dora Milaje và người yêu cũ của mình là Nakia nhằm kí kết một hiệp định bí mật tại khu rừng Sambisa, Nigeria; anh được đoàn tụ với mẹ là nữ hoàng Ramonda và em gái, công chúa Shuri, đồng thời biết được rằng M'Baku, thủ lĩnh của bộ lạc Jabari đang thách đấu cho ngai vàng. Trận đấu diễn ra và T'Challa đã giành chiến thắng, giữ được ngôi vua mới.
Cũng trong thời điểm đó, Klaue và Erik Stevens (biệt danh là Killmonger) trộm Vibranium ở Bảo tàng London. Khi biết tin này, W'Baki, một người bạn của T'Challa đã mất đi người thân bởi những thương vụ trên đã thúc giục nhà vua phải đòi lại công bằng cho mình. T'Challa, Okoye và Nakia lên kế hoạch tập kích Klaue tại một sòng bài ở Busan, Hàn Quốc, nơi mà hắn sẽ bán khối Vibranium đã trộm cho một người mua không rõ danh tính. Kế hoạch đổ bể khi T'Challa nhận ra người mua là đặc vụ CIA Everett Ross, người mà trước đó T'Challa đã nhờ tiếp quản Zemo. Okoye mất kiên nhẫn làm lộ vỏ bọc, dẫn đến một vụ đấu súng xảy ra.
T'Challa, Shuri (lái chiếc Lexus điều khiển từ xa ở Wakanda dưới định dạng 3 chiều), Ross, Nakia và Okoye đuổi theo Klaue dọc theo thành phố. Sau khi bắt được Klaue, T'Challa định giết hắn. Nhưng để ý rằng người nước ngoài đang quay phim mình, anh lựa chọn bắt giam hắn tại nhà tù của CIA. Ngày hôm sau, khi đang bị tra hỏi, Klaue được cứu bởi Stevens. Thấy Ross bị thương nặng vì đỡ đạn thay Nakia, T'Challa quyết định đưa ông ta về Wakanda để chữa trị.
Sau khi phản bội và giết Klaue vì hắn giết bạn gái của mình, Killmonger mang xác Klaue tới Wakanda và thách đấu T'Challa nhằm giành lấy ngai vàng. Hắn giết Zuri sau khi bắt ông này khai ra nguyên nhân của vụ án năm xưa cho mọi người biết, rồi hắn đánh bại và đẩy T'challa xuống thác nước, khiến mọi người tin anh đã chết. Nuốt Tâm Hình Thảo xong, hắn ra lệnh đốt số còn lại, nhưng Nakia lấy trộm được một quả. Được sự ủng hộ của W'Kabi và bộ lạc Biên giới, để thực hiện kế hoạch của cha, Killmonger đã chuẩn bị vận chuyển vũ khí của Wakanda đi khắp thế giới, tới những thành phố lớn như New York, London và Hong Kong.
Khi chạy trốn đến bộ lạc Jabari, Nakia, Shuri, Ross và Hoàng hậu Ramonda biết được T'Challa đã được bộ lạc Jabari tìm thấy trong tình trạng nguy kịch. Sau khi uống Tâm Hình Thảo cuối cùng được đưa bởi Nakia, T'Challa đã phục hồi và quay trở lại Wakanda cho trận tái đấu với đối thủ nay cũng có một bộ giáp Vibranium cho mình. Shuri, Nakia và Okoye cùng với đội quân Dora Milaje và Jabari chiến đấu với W'Kabi và bộ lạc Biên giới. Ross lái một chiếc phi thuyền để bắn hạ những chiếc máy bay chở Vibranium trước khi nó có thể rời khỏi đất nước.
T'Challa và Killmonger khi giao chiến đã rơi xuống hố thiên thạch Vibranium, nơi mà họ sử dụng sóng siêu thanh để làm phương tiện vận chuyển, nhưng cũng đồng thời khiến bộ giáp của hai người trở nên vô dụng. Khi thấy giáp của Killmonger bị vô hiệu hóa, T'Challa đã đâm người em họ của mình bằng chính con dao găm của hắn. T'Challa sau đó muốn chữa trị cho Killmonger nhưng hắn từ chối, vì nếu còn sống, hắn sẽ bị cầm tù và hắn muốn chết như một người tự do. Sau đó, hắn rút dao găm khỏi ngực, chấp nhận cái chết.
Thấy hậu quả tai hại bởi chính sách tự cô lập của các đời vua trước, T'Challa đã thiết lập một Trung tâm Cứu trợ Nhân đạo ở Oakland, California tại khu căn hộ mà chính chú ruột của anh, N'Jobu đã bị giết. Anh chỉ định Shuri và Nakia để điều hành Trung Tâm Cứu trợ nhân đạo, đồng thời tiết lộ danh tính của mình với những đứa trẻ gần đó.
Ở cảnh mid-credit, T'Challa xuất hiện trước Liên Hợp Quốc tại toà nhà ở Vienna, tuyên bố sẽ chia sẻ tài nguyên Vbranium với thế giới, kết thúc sự tự cô lập. Trong cảnh after-credit, Bucky Barnes tỉnh dậy ở Wakanda. Với biệt danh Sói Trắng, anh đã thoát khỏi sự kiểm soát của HYDRA nhờ công nghệ của Shuri.

## Diễn viên

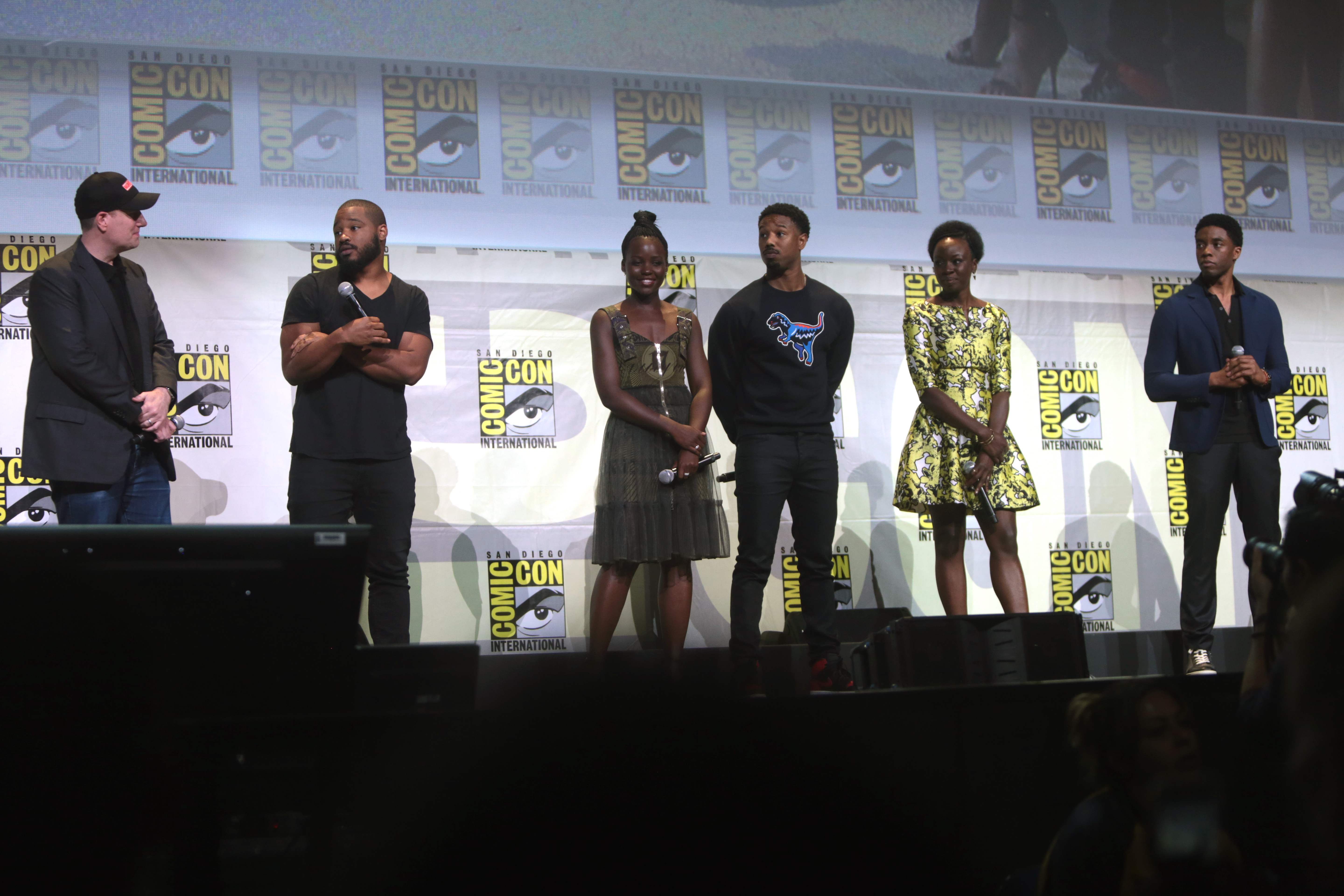
Từ trái sang phải: Nhà sản xuất Kevin Feige, đạo diễn Ryan Coogler và các diễn viên Lupita Nyong'o, Michael B. Jordan, Danai Gurira, Chadwick Boseman trong buổi giới thiệu phim tại San Diego Comic-Con tháng 7 năm 2016.

- Chadwick Boseman vai T'Challa / Báo Đen: Quốc vương của một quốc gia châu Phi - Wakanda,[6][7][8] người đã tăng cường sức mạnh của mình bằng cách uống Tâm Hình Thảo (Heart-Shaped Herb) - một loại thực vật chỉ có tại Wakanda kết hợp bộ giáp Báo Đen có khả năng chống đạn.[9] Trong Captain America: Nội chiến siêu anh hùng, cha của T'Challa là T'Chaka chết trong 1 vụ đánh bom và T'Challa lên ngôi ngay khi còn chịu tang.[6][10] Đối với giọng Wakanda của mình, Boseman đã làm việc với cùng một huấn luyện viên phương ngữ mà anh ấy có trong Message from the King (2016), và làm việc với Marrese Crump để giữ vững phong độ giữa Civil War và Black Panther. Để chuẩn bị cho vai diễn này, Boseman đã đến thăm Nam Phi hai lần; xem xét Shaka Zulu, Patrice Lumumba, các bài phát biểu của Nelson Mandela, và các bài hát của Fela Kuti; nói chuyện với một Yoruba Babalawo; được đào tạo các môn võ Dambe, Capoeira Angola, và gậy chiến đấu Zulu; và thực hiện xét nghiệm ADN để hiểu rõ hơn về tổ tiên gốc Phi của mình. Anh đã ký hợp đồng năm phim với Marvel. Ashton Tyler đóng vai T'Challa lúc nhỏ.
- Michael B. Jordan vai N'Jadaka / Erik Killmonger: Một người rất thèm muốn ngai vàng của Wakanda và trả thù T'Challa vì T'Chaka đã giết bố của hắn là N'Jobu, em ruột của T'Chaka.[11] Jordan đã muốn đóng một vai phản diện trong "một thời gian", và ví mối quan hệ của Killmonger và T'Challa với các nhân vật X-Men là Magneto và Giáo sư X. Anh nói thêm rằng Killmonger là người có chiến lược, chu đáo, kiên nhẫn và "được đào tạo thành chữ T". Các dấu vết bộ lạc gập ghềnh, mang tính nghi lễ của Killmonger trên ngực và thân của anh ta giống với hình xăm sẹo của bộ tộc Mursi và Surma, và bao gồm 90 khuôn silicon được điêu khắc riêng biệt, mất hai tiếng rưỡi để áp dụng. Jordan sẽ phải ngồi trong phòng tắm hơi trong hai giờ vào cuối ngày để tháo chân giả. Kiểu tóc dreadlocks của Killmonger là kiểu tóc hiện đại thay cho mái tóc dài của nhân vật trong truyện tranh. Để chuẩn bị cho vai diễn này, Jordan đã nghiên cứu Malcolm X , Marcus Garvey , Huey P. Newton , Fred Hampton , và Tupac Shakur. Ông cũng trích dẫn vai diễn Joker của Heath Ledger trong The Dark Knight (2008) như một ảnh hưởng. Corey Calliet, người trước đây đã làm việc với Jordan trong Creed (2015), từng là huấn luyện viên của anh ấy. Seth Carr đóng vai Stevens lúc nhỏ.
- Lupita Nyong'o vai Nakia: người tình cũ của T'Challa và cũng là điệp viên tài năng của Wakanda.[10][11] Nyong'o gọi Nakia là "sự chuyển thể" so với nguyên tác truyện tranh của cô. Cô bắt đầu bộ phim đấu tranh cho những phụ nữ bị bắt làm nô lệ ở Nigeria. Nyong'o được đào tạo các môn võ judo, jujitsu, silat và võ thuật Philippines.
- Danai Gurira vai Okoye: thủ lĩnh của đội quân Dora Milaje của Wakanda và là vệ sỹ của T'Challa, vốn có lòng trung thành tuyệt đối với mọi vua Wakanda đương nhiệm, bất kể người đó là ai. Đạo diễn Ryan Coogler chọn Gurira dựa trên diễn xuất của cô trong Mother of George (2013), thay vì vai diễn nổi tiếng Michonne của cô trong loạt phim truyền hình The Walking Dead mà Coogler chưa từng xem. Gurira nói rằng các kỹ năng chiến đấu mà cô học được khi chơi Michonne bổ sung cho các kỹ năng của Okoye,  nhưng lưu ý rằng Dora Milaje là mộtdịch vụ bí mật , bao gồm thông tin cũng như chiến đấu. Cô giải thích rằng mặc dù nhân vật là người khắc kỷ, "cô ấy cũng có một khiếu hài hước bất ngờ. Cô ấy có một trái tim, nhưng vì đất nước và nhân dân của cô ấy." Đầu của Gurira được cạo lại mỗi ngày để thực hiện các hình xăm trên đầu, mất từ hai tiếng rưỡi đến ba tiếng rưỡi.
- Letitia Wright vai Shuri: em gái của T'Challa và là thiên tài công nghệ vượt trội hơn Tony Stark và Bruce Banner.[10] Wright mô tả Shuri là người đổi mới về tinh thần và trí tuệ, muốn đưa Wakanda đến "một nơi mới", và cảm thấy cô ấy là một hình mẫu tốt cho các cô gái trẻ Da đen.
- Angela Bassett vai Hoàng hậu Ramonda: mẹ của T'Challa và Shuri.[11] Ramonda phục vụ như một cố vấn cho T'Challa về việc nếu không thì anh ấy đã quay sang cha mình. Bassett đội một bộ tóc giả màu bạc, dài đến thắt lưng cho vai diễn được làm từ 120 sợi tóc cuộn bằng tay thành những chiếc âu phục. Calliet cũng từng là huấn luyện viên của Bassett trước và trong khi quay phim, tạo ra các mạch luyện tập ngắt quãng cường độ cao và giúp xây dựng chế độ ăn kiêng của cô ấy.
- Martin Freeman vai Everett Ross: 1 đặc vụ CIA, về sau thân thiết với T'Challa.[10] Anh ấy nói thêm rằng nhân vật đi vào một "cuộc hành trình khai sáng đến Wakanda" trong phim. Freeman và các nhà làm phim đã tìm cách miêu tả Ross như một đặc vụ có khả năng thay vì chỉ là cứu trợ hài hước như trong truyện tranh.
- Forest Whitaker vai Zuri: Bạn của vua T'Chaka.[11] Coogler gọi Zuri là một nhân vật tôn giáo và tâm linh, ám chỉ tâm linh của Wakanda trong truyện tranh, và so sánh anh ta với Obi-Wan Kenobi trong loạt phim Chiến tranh giữa các vì sao. Zuri cũng là người "trói buộc chính" T'Chaka cho T'Challa. Denzel Whitaker, người không liên quan đến Forest, đóng vai Zuri thời trẻ.
- Daniel Kaluuya vai W'Kabi:[11] Người bạn tâm giao của T'Challa và người bạn thân nhất của anh ta, người đứng đầu bộ phận an ninh của Bộ lạc Biên giới, đóng vai trò là tuyến phòng thủ đầu tiên của Wakanda.
- Andy Serkis vai Ulysses Klaue: Một tay buôn vũ khí chợ đen, buôn lậu và xã hội đen Nam Phi, liên minh với Killmonger.[10][11] Klaue sử dụng một phân đoạn thiết bị khai thác tiên tiến của Wakandan làm súng thần công ngắt âm dùng để thay thế cánh tay trái của anh ta, cánh tay bị mất trong Avengers: Age of Ultron (2015). Boseman mô tả Klaue là mối đe dọa đối với Wakanda, một trong số ít những người bên ngoài xâm nhập vào đất nước, và là người có quyền truy cập vibranium. Ông đã so sánh nhân vật này với Osama bin Laden. Serkis nói thêm rằng ngoài mong muốn của mình đối với vibranium, Klaue còn bị thúc đẩy bởi một mối quan hệ cá nhân chống lại T'Challa, và "để phơi bày những gì anh ta nghĩ là đạo đức giả của Wakanda".

Ngoài ra, John Kani và Florence Kasumba đảm nhận các vai T'Chaka và Ayo tương ứng của họ từ Captain America: Civil War. Atandwa Kani, con trai của Kani, đóng vai T'Chaka thời trẻ, và Sterling K. Brown đóng vai anh trai N'Jobu, cha của Killmonger. Các trưởng lão Wakanda trong phim bao gồm Isaach de Bankolé cho Bộ lạc Sông, Connie Chiume cho Bộ lạc Khai thác, Dorothy Steel cho Bộ lạc Thương gia, và Danny Sapani cho Bộ lạc Biên giới. Sydelle Noel xuất hiện trong vai Xoliswa, một thành viên của đội Dora Milaje. Marija Abney, Janeshia Adams-Ginyard, Maria Hippolyte, Marie Mouroum, Jénel Stevens, Zola Williams, Christine Hollingsworth và Shaunette Renée Wilson cũng đóng vai Doras. Nabiyah Be ban đầu được thông báo rằng cô ấy đang đóng vai tội phạm Tilda Johnson, nhưng nhân vật của cô ấy chỉ được đặt tên là Linda trong bộ phim cuối cùng do Gabrielle Dennis được chọn vào vai Johnson trong mùa thứ hai của Luke Cage. Diễn viên hài Trevor Noah lồng tiếng cho Griot, AI của tàu Wakandan, Stan Lee, người đồng sáng tạo Black Panther, có vai khách mời trong một sòng bạc Hàn Quốc, và Sebastian Stan xuất hiện không được ghi nhận trong cảnh post-credit tái hiện vai diễn Bucky Barnes của anh.

## Sản xuất

### Phát triển
Tháng 6 năm 1992, Wesley Snipes công khai ý định làm một bộ phim về Black Panther, và bắt đầu thực hiện nó vào tháng 8. Snipes muốn làm nổi bật lên vẻ uy nghi của Châu Phi, điều mà ông thấy ít được miêu tả trong các bộ phim của Hollywood. Nguyên văn ông nói, "Tôi nghĩ Black Panther nói chuyện với tôi là vì tôi là người quý tộc, và ông là bức chân dung tương phản đại diện và miêu tả về người châu Phi, lịch sử châu Phi và những vương quốc vĩ đại của châu Phi." Ông đã bắt đầu công việc làm phim vào tháng 8. Tháng 7 kế tiếp, Snipes lên kế hoạch bắt đầu The Black Panther sau khi đóng trong Demolition Man (1993), và tháng tiếp theo ông bày tỏ sự quan tâm đến việc tiếp tục làm phim. Tháng 1 năm 1994, Snipes có cuộc đàm phán với Columbia Pictures để đóng Black Panther, và nhà đồng sáng lập Black Panther Stan Lee cũng gia nhập phim vào tháng 3; phim sau đó bước đầu phát triển vào tháng 5. Snipes có thảo luận với một vài biên kịch và đạo diễn về dự án, bao gồm Mario Van Peebles và John Singleton. Khi bộ phim không tiến triển vào tháng 1 năm 1996, Stan Lee giải thích rằng ông không hài lòng với kịch bản cho dự án.

### Tiền kỳ
Tháng 1 năm 2016, Coogler được xác nhận làm đạo diễn phim, và giải thích rằng ông lớn lên cùng với đọc truyện tranh, vì vậy Black Panther "chỉ mang tính cá nhân đối với tôi như hai bộ phim cuối cùng mà tôi có thể làm. Tôi cảm thấy thật may mắn khi có thể làm về thứ mà tôi yêu thích một lần nữa." Đồng ý đạo diễn phim sau khi bị Feige "thèm khát" trong nhiều tháng, Coogler khẳng định ông mang những cộng tác viên từ những bộ phim trước của ông để làm việc trong Black Panther để phân biệt phim so với những bộ phim khác của MCU mà thường "được quay, soạn nhạc và biên tập bởi những người cùng nhà". Những người ông mang về cộng tác cùng trong Black Panther có nhà quay phim của Fruitvale Station (2013) là Rachel Morrison, cũng như nhà thiết kế sản xuất Hannah Beachler và nhà soạn nhạc Ludwig Göransson; tất cả đều từng làm việc cùng Coogler trong Fruitvale Station và Creed. Coogler cho rằng Black Panther sẽ vừa khác biệt vừa khớp với mạch chuyện chung của MCU.

### Hậu kỳ
Vào cuối tháng 6 năm 2017, Sydelle Noel tiết lộ vừa được tuyển vai Xoliswa trong phim, một thành viên của Dora Milaje. Tháng 7 năm 2017, Moore nói Black Panther sẽ là một sự kết hợp giữa The Godfather và những bộ phim về James Bond.
Hiệu ứng kỹ xảo trong phim tạo ra bởi Industrial Light & Magic (ILM), Digital Domain, Double Negative, Luma Pictures, Mammal Studios, Method Studios, Rise Visual Effects Studios, Scanline VFX và Trixter.

## Âm nhạc
Ludwig Göransson được thuê sáng tác cho phần nhạc nền phim vào tháng 4 năm 2017. Sau khi đọc kịch bản, Ludwig Göransson quyết định đến châu Phi để nghiên cứu cho bộ phim. Göransson đã tới Senegal và Nam Phi, ban đầu đi du lịch xung quanh cùng với nhạc sĩ Baaba Maal, sau đó dành vài tuần để thu âm từ các nhạc sĩ địa phương để hình thành phần "cơ bản" cho nhạc phim của mình.
Kendrick Lamar sản xuất nhạc phim tuyển tập, mang tên Black Panther: The Album, bên cạnh nhà sáng lập Top Dawg Entertainment Anthony Tiffith. Coogler chọn Lamar vào dự án vì "chủ đề nghệ thuật của tôi phù hợp với những gì chúng tôi khám phá trong phim". Ba đĩa đơn từ album được phát hành từ tháng 1 đến tháng 2, "All the Stars", "King's Dead", và "Pray for Me". Black Panther: The Album được phát hành vào ngày 9 tháng 2 năm 2018.

## Công chiếu
Phim có buổi ra mắt toàn cầu tại nhà hát Dolby Theatre ở Los Angeles vào ngày 29 tháng 1 năm 2018. Trước khi buổi chiếu ra mắt bắt đầu, Coogler đã nhận một sự hoan nghênh nồng nhiệt trước khi ông công bố dàn diễn viên của phim. Phim được công chiếu tại Anh Quốc, Hồng Kông và Đài Loan vào ngày 13 tháng 2 năm 2018, tại Hàn Quốc vào ngày 14 tháng 2 năm 2018, tại Mỹ vào ngày 16 tháng 2 năm 2018, và tại Việt Nam vào ngày 23 tháng 2 năm 2018, dưới định dạng 3D và IMAX. Bộ phim cũng sẽ được "phát hành xuyên quốc gia" tại châu Phi, lần đầu tiên với một bộ phim của Disney.